# Menzingen
Menzingen är en ort och kommun i kantonen Zug, Schweiz. Kommunen hade 4 659 invånare (2023). I kommunen finns förutom centralorten Menzingen även byarna Edlibach och Finstersee.
I väster utgör floden Lorze med den djupa dalgången Lorzentobel gräns mot grannkommunen Baar.